# Mateo Barreiros Reyes
Mateo Barreiros Reyes (* 14. Dezember 2000 in Quito, Ecuador) ist ein brasilianischer Tennisspieler.

## Karriere
Barreiros Reyes spielte zwischen 2016 und 2018 auf der ITF Junior Tour. Dort nahm er 2018 am Grand-Slam-Turnier der French Open im Einzel teil, wo er in der ersten Runde ausschied. Er gewann zwei Turniere im Einzel und einen Titel im Doppel bei niedrig dotierten Turnieren und erreichte in der Junioren-Rangliste mit Platz 134 seine höchste Notierung.
Bei den Profis spielte Barreiros Reyes zunächst 2017 und dann ab 2021 regelmäßig und hauptsächlich auf der drittklassigen ITF Future Tour. Im Jahr 2023 zog er das erste Mal in die Top 1000 der Weltrangliste ein. Der größte Sieg im Einzel gelang Barreiros Reyes in der ersten Runde des Challengers in Florianópolis, wo er die Nummer 114 der Welt, Francisco Comesaña, in zwei Sätzen schlug. Insgesamt viermal erreichte er bei Futures das Halbfinale, in der Rangliste kam er Mitte 2024 bis auf Platz 595.
Im Doppel gewann er seinen ersten Titel bei einem Future in der Saison 2024. Auf der Challenger Tour trat er im Doppel nur zweimal in Erscheinung – in Ibagué schied er 2024 im Halbfinale aus und in Brazzaville triumphierte er im Februar 2025 mit Paulo André Saraiva dos Santos, woraufhin er Rang 421 im Doppel erreichte.

## Erfolge
| Legende (Anzahl der Siege) |
| Grand Slam                 |
| ATP Finals                 |
| ATP Tour Masters 1000      |
| ATP Tour 500               |
| ATP Tour 250               |
| ATP Challenger Tour (1)    |

### Doppel

#### Turniersiege
| Nr. | Datum            | Turnier     | Belag | Partner                        | Finalgegner                        | Ergebnis         |
| --- | ---------------- | ----------- | ----- | ------------------------------ | ---------------------------------- | ---------------- |
| 1.  | 23. Februar 2025 | Brazzaville | Sand  | Paulo André Saraiva dos Santos | Geoffrey Blancaneaux Maxime Chazal | 6:4, 1:6, [10:8] |